# Semiothisa demaculata
Semiothisa demaculata är en fjärilsart som beskrevs av Hein. 1923. Semiothisa demaculata ingår i släktet Semiothisa och familjen mätare. Inga underarter finns listade i Catalogue of Life.